# Kuma (flod)
Kuma (russisk: Кума́) er en flod i Stavropol kraj og republikkerne Karatjajevo-Tjerkessien, Kalmykija og Dagestan i Rusland. Den er 802 km lang, med et afvandingsområde på 33.500 km². 
Floden har sit udspring på nordskråningerne af Kaukasus, vest for Kislovodsk i republikken Karatsjajevo-Tsjerkessien. Den løber i nordøstlig retning, gennem Stavropol kraj og byerne Mineralnyje Vody, Zelenokumsk, Budjonnovsk og Neftekumsk. Kuma fortsætter mod øst og danner grænsen mellem Dagestan og Kalmykieb helt til den munder ud i Det Kaspiske Hav.
44°45′14″N 46°59′38″Ø / 44.7539°N 46.9939°Ø